# Parapallene gowlettae
Parapallene gowlettae is een zeespin uit de familie Callipallenidae. De soort behoort tot het geslacht Parapallene. Parapallene gowlettae werd in 2007 voor het eerst wetenschappelijk beschreven door Staples. 